# Pays-Bas au Concours Eurovision de la chanson 1975
Les Pays-Bas ont participé au Concours Eurovision de la chanson 1975 à Stockholm, en Suède, le 22 mars 1975. C'est la 20e participation néerlandaise au Concours Eurovision de la chanson.
Le pays est représenté par le groupe Teach-In et la chanson Ding-a-dong, sélectionnés via une finale nationale organisée par le diffuseur NOS. Les Pays-Bas remportent cette 20e édition du Concours Eurovision de la chanson en se classant 1ers, recevant 152 points, permettant aux Pays-Bas de remporter le concours pour la 4e fois.

## Sélection

### Nationaal Songfestival 1975
Le radiodiffuseur néerlandais, la Nederlandse Omroep Stichting (NOS, « Fondation de radiodiffusion néerlandaise »), organise la 18e édition du Nationaal Songfestival (nl) et diffusée sur la chaîne Nederland 2, pour sélectionner l'artiste et la chanson représentant les Pays-Bas au Concours Eurovision de la chanson 1975.
Le Nationaal Songfestival 1975, présenté par Willem Duys (en), s'est tenu au centre de congrès Jaarbeurs à Utrecht. Les chansons étaient interprétées en néerlandais. La chanson sélectionnée a finalement été interprétée en anglais au Concours Eurovision de la chanson de 1975, le règlement entre 1973 et 1976 autorisant aux pays participants la langue de leurs choix.
Pour la première fois depuis 1970, l'interprète néerlandais n'a pas été présélectionné par le diffuseur NOS, et la sélection de 1975 se composait de deux étapes. Chacun des trois participants interprètent une chanson et un jury composé de 5 membres internationaux votent pour leur chanson préférée. Ensuite la chanson choisie est interprétée par chacun des trois participants.
Enfin, un public de 100 membres choisit le participant qui interprétera la chanson sélectionnée à l'Eurovision. C'est le groupe Teach-In avec la chanson Dinge-dong qui a été choisi recevant plus de la moitié des votes du public,.

#### Finale
| Ordre | Chanson                        | Traduction                         | Points | Place |
| ----- | ------------------------------ | ---------------------------------- | ------ | ----- |
| 1     | Ik heb geen geld voor de trein | Je n'ai pas d'argent pour le train | 1      | 2     |
| 2     | Dinge-dong                     | -                                  | 4      | 1     |
| 3     | Circus                         | Cirque                             | 0      | 3     |

| Ordre | Interprète  | Points | Place |
| ----- | ----------- | ------ | ----- |
| 1     | Albert West | 33     | 2     |
| 2     | Teach-In    | 56     | 1     |
| 3     | Debbie (en) | 11     | 3     |

Les artistes du Nationaal Songfestival 1975
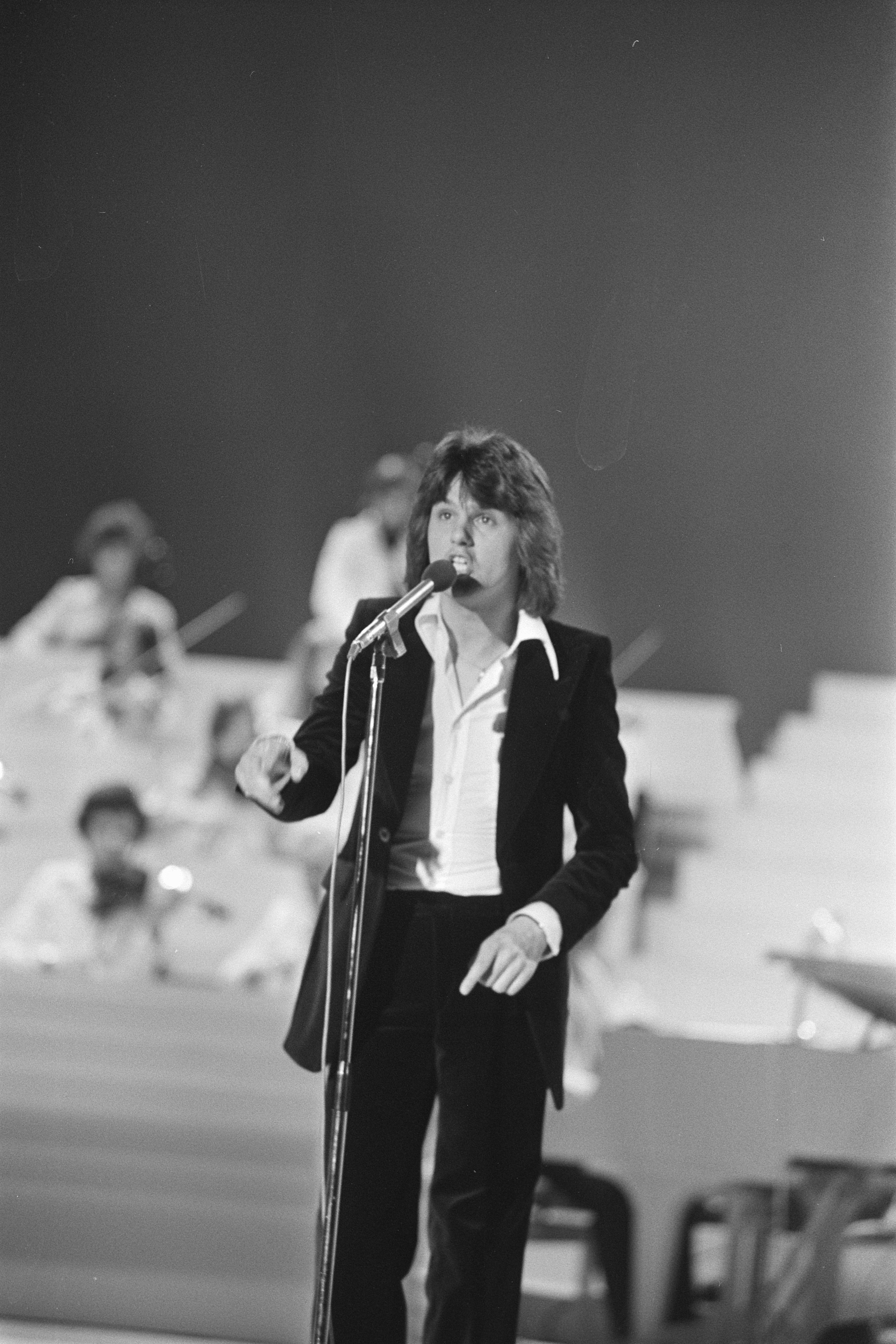
Le chanteur Albert West lors des répétitions générales.
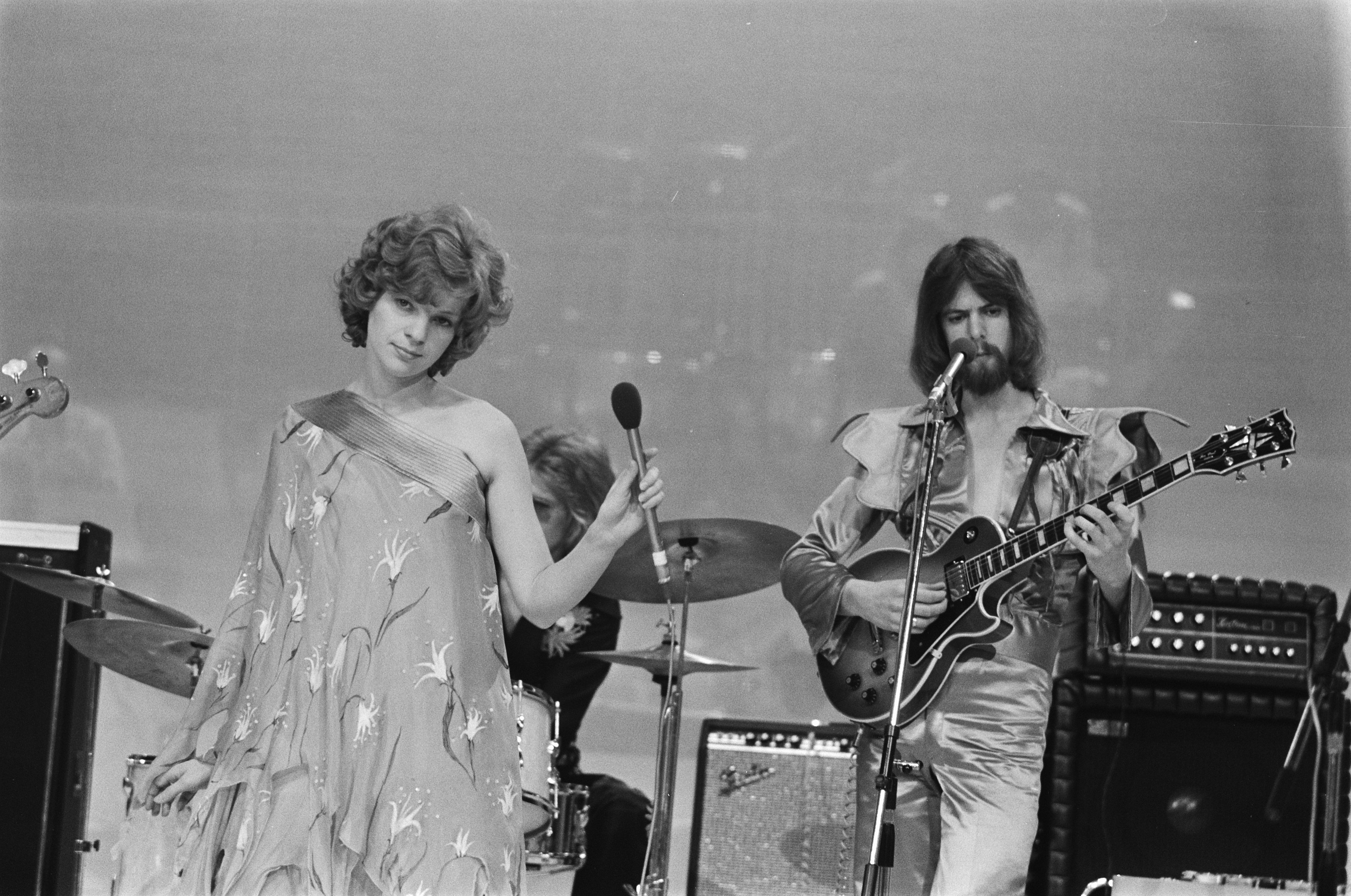
Le groupe Teach-In avec sa chanteuse principale Getty Kaspers et Chris De Wolde à la guitare lors des répétitions générales.
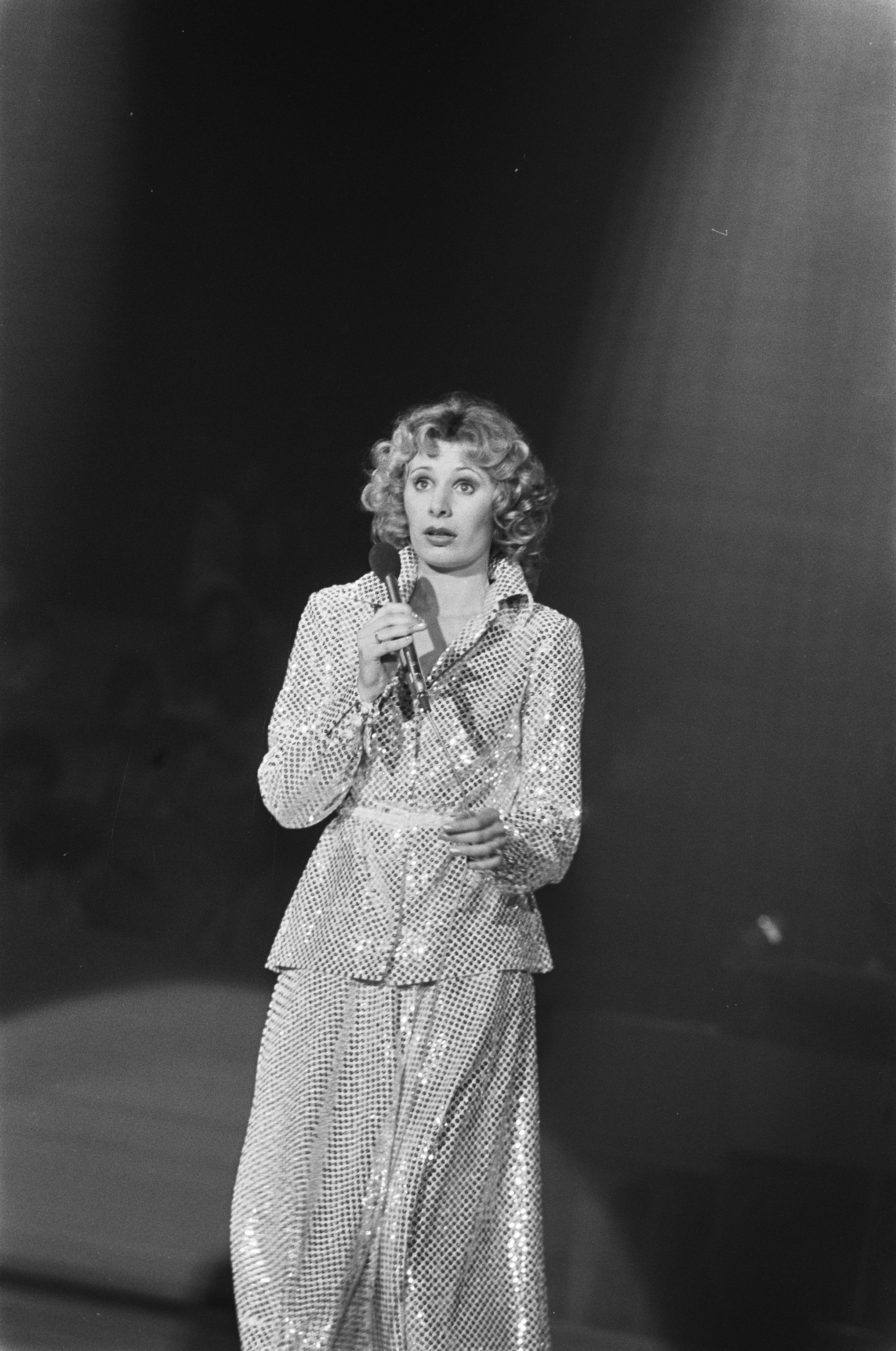
La chanteuse Debbie (en) lors des répétitions générales.

## À l'Eurovision

### Points attribués par les Pays-Bas
| 12 points | Luxembourg  |
| 10 points | Israël      |
| 8 points  | France      |
| 7 points  | Suisse      |
| 6 points  | Irlande     |
| 5 points  | Belgique    |
| 4 points  | Royaume-Uni |
| 3 points  | Yougoslavie |
| 2 points  | Norvège     |
| 1 point   | Malte       |

### Points attribués aux Pays-Bas
| 12 points                                                  | 10 points                        | 8 points                            | 7 points   | 6 points |
| ---------------------------------------------------------- | -------------------------------- | ----------------------------------- | ---------- | -------- |
| - Espagne - Israël - Malte - Norvège - Royaume-Uni - Suède | - Finlande - Luxembourg - Monaco | - Allemagne - Irlande - Yougoslavie | - Portugal | - Suisse |
| 5 points                                                   | 4 points                         | 3 points                            | 2 points   | 1 point  |
| - France                                                   | - Turquie                        | - Belgique                          |            | - Italie |

Teach-In interprète Dinge-dong dans sa version anglophone Ding-a-dong à l'Eurovision, en 1re position sur la scène avant l'Irlande. Au terme du vote final, les Pays-Bas terminent 1ers sur 19 pays avec 152 points.